# 朱瑞 (北魏)
朱 瑞（しゅ ずい、483年 - 531年）は、中国の北魏の政治家。字は元龍。本貫は代郡桑乾県。

## 経歴
朱恵の子として生まれた。孝昌末年、爾朱栄に召されてその下で府戸曹参軍となり、また大行台郎中となって、爾朱栄に親任された。528年、黄門侍郎となり、中書舎人を兼ねた。前後の功績により、陽邑県開国公に封ぜられた。しばらくして黄門侍郎のまま散騎常侍・安南将軍に任ぜられた。父の喪のため官を去った。詔を受けて復任すると、青州大中正となった。529年、元顥が南朝梁に魏主として擁されて洛陽に迫ると、朱瑞は孝荘帝に北へ避難するよう勧め、帝に従って河陽にうつり、侍中・征南将軍となり、吏部尚書を兼ね、北海郡開国公に改封された。孝荘帝が洛陽に帰ると、朱瑞は衛将軍・左光禄大夫の位を加えられ、楽陵郡開国公に改封された。朱瑞は爾朱栄にも北魏の朝廷にも厚く遇され、孝荘帝に忠実な人物の模範とみなされた。一族の属籍を滄州楽陵郡に置くよう願い出て認められ、滄州大中正に転じた。はじめ朱瑞は青州に朱氏があると聞いて、これに帰属したいと考え、青州の中正の任を求めた。また滄州楽陵郡にも朱氏があると聞き、河北のほうがよいと考え、属籍を移すよう願い出たものである。まもなく車騎将軍の位を加えられた。
530年、爾朱栄が殺害されると、朱瑞は爾朱世隆とともに北に逃れた。爾朱世隆らは大した人物ではないと見て、洛陽の孝荘帝のもとに戻った。孝荘帝は大喜びして朱瑞の手をとり、「社稷の忠臣はこのようにあるべきだ」と言った。爾朱天光が関中に拠ると、孝荘帝は天光を招聘しようとして、朱瑞に尚書左僕射を兼ねさせ、さらに西道大行台に任じて派遣した。朱瑞が長安に到着すると、爾朱兆らが洛陽に入ったので、朱瑞はまた洛陽に帰還した。朱瑞は斛斯椿との仲が険悪で、たびたび斛斯椿のことを爾朱世隆に誣告した。前日と言っていることが違うとして爾朱世隆は激怒し、531年7月に朱瑞は殺害された。享年は49。532年、使持節・驃騎大将軍・開府儀同三司・青州刺史の位を追贈された。諡は恭穆といった。
子の朱孟胤が後を嗣いだ。

## 伝記資料
- 『魏書』巻八十 列伝第六十八
- 『北史』巻四十九 列伝第三十七